# Xã York, Michigan
Xã York (tiếng Anh: York Township) là một xã thuộc quận Washtenaw, tiểu bang Michigan, Hoa Kỳ. Năm 2010, dân số của xã này là 8.708 người.